# Marie-Claire D'Ubaldo
Marie Claire Crocsel o conocida como Marie-Claire D'Ubaldo (Buenos Aires, 17 de enero de 1961) es una cantante argentina radicada en Londres. Nacida el 17 de enero de 1961. Su música fue escuchada durante los años 1990 en Europa y América Latina, entrando en varias listas de éxitos, siendo sus videos clips muy promocionados (MTV, MuchMusic, y otras cadenas musicales). 
En 1995 fue invitada como jurado en el Festival de Viña del Mar, en el cual cantó sus dos grandes éxitos del momento, siendo muy bien recibida por el público. 
Vive actualmente en Argentina, en el partido de Moreno (provincia de Buenos Aires)
En 1994 lanzó en Europa el álbum homónimo del cual se desprendieron los sencillos The Rhythm is magic, My father's eyes y Falling into you. Una versión del mismo álbum fue lanzada en español para Latinoamérica, titulada Alma de barro, del cual se desprendieron los sencillos La magia del ritmo, Los ojos de mi padre y A woman's love.
Marie Claire decidió dedicarse a componer para otros artistas como Céline Dion y Enrique Iglesias. En 2001 fue invitada por Conjure One para cantar una de las canciones de su álbum homónimo. En la actualidad se encuentra preparando su segundo álbum de estudio de manera independiente. Actúa también en vivo en bares de Londres.
El 29 de noviembre de 2002 en Inglaterra, tuvo su primer y único hijo llamado Neyen Skarzynski
En el año 2010 graba una nueva versión del éxito The Rhythm is magic con el sello independiente 1st Pop y sale también con un nuevo álbum The Rhythm is magic: Songwriting & duets, Pt.1 con la participación de otros artistas como Lola Ponce, Dr. Feelx, Federico Poggipollini y otros.

## Discografía
- 1994: "Alma de barro" - POLYDOR RECORDS
- 1994: "The Rhythm is Magic" (EP) - POLYDOR DISCOS
- 1994: "My Father's Eyes" (Single) - POLYDOR DISCOS
- 1994: "La Magia del Ritmo" (Single) - POLYDOR DISCOS
- 2010: "Songwriting & Duets - Part 1" - 1ST POP
- 2012: "Rudeejay & Freaks Jam Feat. Marie-Claire D'Ubaldo – Suenos E.P." - X-ENERGY RECORDS